# Tearce

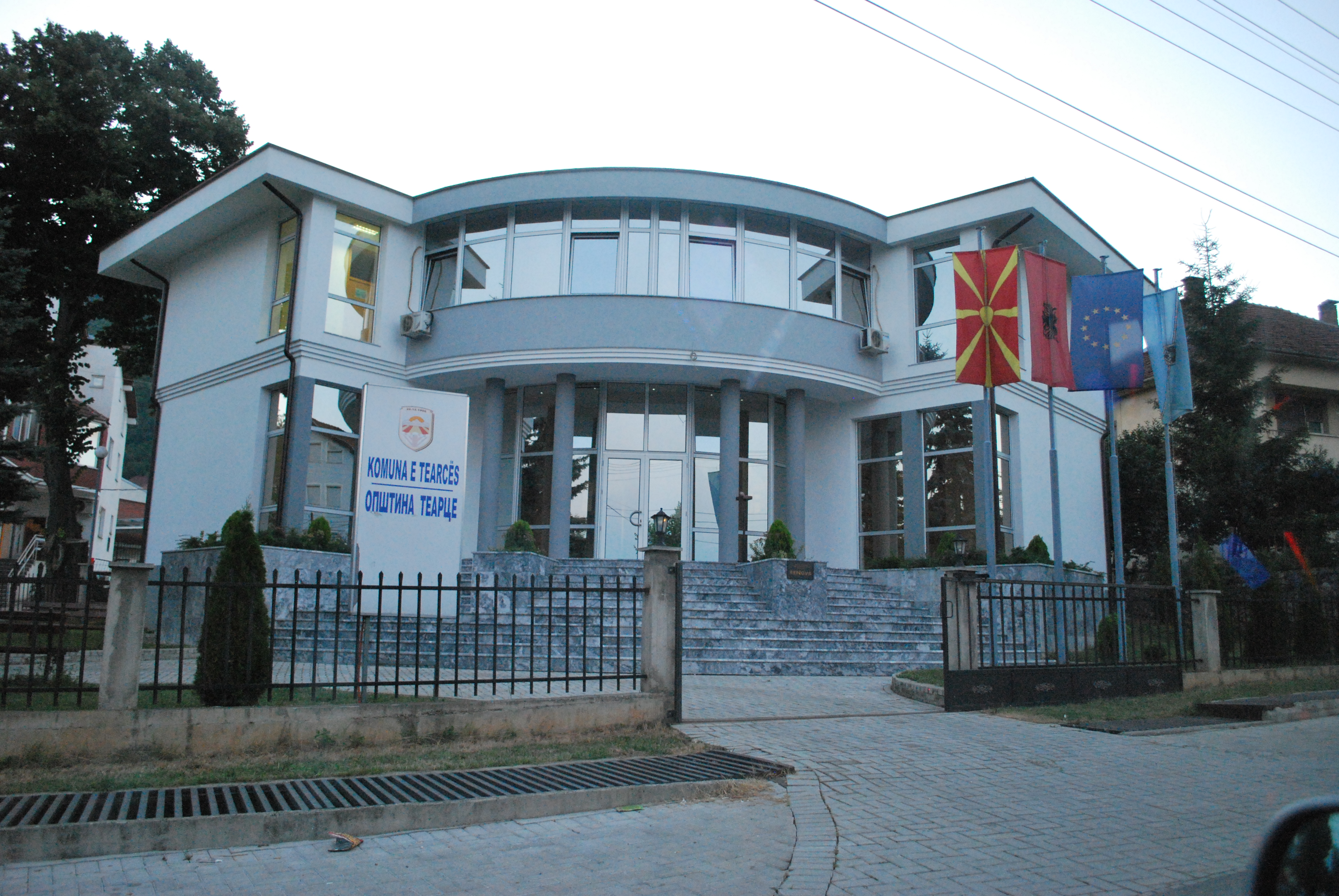
Rathaus der Opština

Tearce (mazedonisch Теарце; albanisch Tearca/Tearc) ist ein Ort und Amtssitz der gleichnamigen Gemeinde im Nordwesten von Nordmazedonien. Im Norden befindet sich der Kosovo, im Osten und Süden Jegunovce und im Westen Tetovo. Die Gemeinde Tearce besteht aus 13 Dörfern: Brezno, Dobroste, Glogji, Jelosnic, Lesok, Neprosteno, Neraste, Odri, Prsovce, Prvce, Slatino, Tearce und Varvara.

## Geographie
In der Opština Tearce gibt es fünf Flüsse: Neprosteno (Neprosteno), Slatina (Slatina), Tearce (Bistrica), Dobroste (Gabrovnica) and Odri (Odri). Bistrica ist mit 19,2 km der längste Fluss der Opština Tearce und fließt von Tearce nach Prsovce.

## Demographie
Die ethnischen Gruppen ordnen sich laut Volkszählung (Stand: 2002) zu als:
- Albaner = 18.950
- Mazedonier = 2.739
- Türken = 516
- Roma = 67
- Serben = 14
- andere = 10

## Infrastruktur
Die Straße B-405 führt von Tetovo nach Jegunovce und durchquert viele Dörfer der Gemeinde Tearce. Alle bewohnten Orte der Gemeinde Tearce sind mit befahrbaren Straßen verbunden.
In der Opština Tearce gibt es vier Postämter und zwar in: Slatina, Tearce, Dobroste and Neraste.

## Persönlichkeiten
- Kiril Pejtschinowitsch (1770–1845), bulgarischer Geistlicher und Aufklärer